# Ebéjico
Ebéjico este un municipiu din departamentul Antioquia, Columbia.